# معنى (علم النفس)
المعنى هو مفهوم معرفي يستخدم في تخصصات متعددة، مثل علم النفس والفلسفة واللسانيات والسيميائية وعلم الاجتماع، ويعتمد تعريفه على مجال الدراسة الذي يستخدم فيه.
هذه الاستخدامات المتعددة التخصصات للمصطلح ليست مستقلة ويمكن أن تتداخل بشكل أو بآخر؛ يمكن أن يتوافق كل بناء لمصطلح المعنى مع الإنشاءات ذات الصلة في المجالات الأخرى. فالوضعيون المنطقيون، على سبيل المثال، ربطوا المعنى بالتحقق العلمي.